# Rosa Neuenschwander
Rosa Neuenschwander (* 3. April 1883 in Brienz; † 20. Dezember 1962 in Bern) war eine Berner Pionierin im Bereich der Berufsberatung und Berufsausbildung in der Schweiz.

## Leben und Wirken
Rosa Neuenschwander war die Tochter des Brienzer Wirts Eduard und der Margaritha geb. Graber. Rosa besuchte die Handelsschule in Biel und arbeitete nach ihrer Lehre während zwei Jahrzehnten im Buchhandel. Zuletzt war sie Leiterin eines Geschäfts in Bern. Da sie die Probleme des weiblichen Verkaufspersonals aus nächster Nähe kannte, gründete sie 1913 die Vereinigung weiblicher Geschäftsangestellter und kämpfte als deren Präsidentin für eine reglementierte Berufsausbildung. Neuenschwander war 1920 ausserdem Mitgründerin des Bernischen Frauengewerbeverbands, der sich für die Anerkennung von Lehrabschlüssen und von Meisterinnenprüfungen in Frauenberufen einsetzte und später zu einer gesamtschweizerischen Organisation ausgebaut wurde.
Dank ihrer Initiative konnte 1921 die Verkäuferinnenschule Bern (Berufsfachschule des Detailhandels Bern, bsd) eröffnet werden.
1923 legte sie mit der Organisation der Frauengewerbeausstellung in Bern den Grundstein für die SAFFA 1928, an deren Durchführung sie massgeblich beteiligt war. 
Sie war die erste Berufsberaterin in Bern und auf ihre Initiative hin wurden mehrere Sozialwerke für Jugendliche und Frauen gegründet. Die beiden wichtigsten von ihr initiierten Verbände sind der Schweizerische Frauengewerbeverband und der Schweizerische Landfrauenverband (SLFV).